# 山口県立熊毛南高等学校
山口県立熊毛南高等学校（やまぐちけんりつ くまげみなみ こうとうがっこう）は、山口県熊毛郡平生町に所在する公立の高等学校。
山口県教育委員会は当校の生徒募集を2026年度（令和8年度）に停止し、山口県立柳井高等学校の校舎を活用して新たに設置する高校に統合する方針を固めている。

## 設置学科
- 普通科

## 沿革
田布施高女系
- 1889年4月 - 私立吉田裁縫所設立
- 1899年4月 - 私立嫻雅女学校と改称（創立の起源）
- 1904年4月　私立田布施実業女学校と改称
- 1922年3月 - 田布施町立山口県田布施実科高等女学校と改称
- 1925年2月 - 田布施町立山口県田布施高等女学校と改称

平生高女系
- 1903年7月 - 私立精華女学校設立
- 1921年4月 - 平生精華実科高等女学校と改称
- 1922年4月 - 平生精華高等女学校と改称
- 1925年3月 - 平生町立山口県平生高等女学校と改称

統合後
- 1938年4月 - 田布施町立山口県田布施高等女学校、平生町立山口県平生高等女学校を廃止して山口県立熊毛高等女学校設立
- 1948年4月 - 学制改革により山口県立熊毛女子高等学校と改称
- 1948年5月　本校に定時制設置、勝間・佐賀に分校を設置（いずれも昼間定時制）
- 1949年4月 - 山口県立熊毛南高等学校と改称、男女共学制実施
- 1951年4月 - 定時制上関分校を山口県立田布施農業高等学校から本校に移管、勝間分校を熊毛北高校に移管、本校定時制の募集を停止
- 1961年3月 - 定時制の佐賀分校を廃止
- 1961年4月 - 定時制の田布施分校を設置
- 1962年4月 - 本校全日制の家庭科を募集停止、上関分校の定時制を募集停止し、全日制普通科を設置、定時制田布施分校を下松工業高校田布施分校（現：山口県立田布施農工高等学校）に移転
- 1964年3月 - 田布施分校を廃止
- 2010年3月 - 上関分校を廃止

## クラブ活動
嘗てはフェンシング部は、女子で全国レベルでの成績を治めていた。今もその伝統は続いている。
最近では、野球場の整備をきっかけに野球部の活躍が見られるようになった。中国地方での大会制覇もある。2009年（平成21年）の第91回全国高校野球選手権山口大会では、県下の強豪に勝ちベスト8まで進んだ。2012年（平成24年）の第94回全国高校野球選手権山口大会ではベスト4。県立高校としては同大会ベストの成績であった。そして2014年（平成26年）の第96回全国高校野球選手権山口大会では準優勝。2014年度現在、久賀と華陵を甲子園に導いた大浪定之が監督を務める。
また、放送部は部員が少ないにもかかわらず、Nコン、高文連において毎年全国大会出場を果たしているほどの強豪校である。

## 制服
男女共に紺のブレザーで女子は3色のリボンがあり
自分の好みに応じて選ぶ事が出来る。

## 主な著名人

### 政治
- 北村経夫 - 参議院議員
- 井原健太郎 - 柳井市長、平岡秀夫元衆議院議員秘書
- 山田健一 - 元平生町長
- 玉木襄 - 元進歩党幹事長、元新自由クラブ山口県連代表

### 芸能
- 原田大二郎 - 俳優
- 小山田経子 - タレント、グラビアアイドル
- 道上洋三 - ラジオパーソナリティ、元朝日放送アナウンサー